# 姆沙納 (利沃夫州)
49°49′44″N 23°47′14″E / 49.82889°N 23.78722°E
姆沙納（烏克蘭語：Мшана），是烏克蘭西部的村莊，隸屬利維夫州的利維夫區。該村始建於1453年，面積14.33平方公里，海拔高度293米，人口2,810。